# Silvia Jim
Silvia Jim (Costa Chica, Guerrero) es una modelo mexicana, actriz, conferencista, activista social, originaria de la comunidad amuzga de Zacualpan y es la primera mujer mexicana en ganar el certamen de belleza Miss Universo Indígena 2022, Reina Indígena de Abya Yala 2022 y Señorita Indígena de América 2022. Fue nombrada internacionalmente como la primera mujer indígena más bella del mundo y del universo.

## Biografía
Silvia Jim nació en el seno de una familia Amuzga de pobreza extrema, en el primer pueblo Amuzgo de Can'oon-Zacoalpan, de Guerrero y Oaxaca, en el municipio de Ometepec, en el estado de Guerrero,México. Silvia se ha licenciado en tres disciplinas: Promoción de la salud, Nutrición y Medicina en la UNAM y UACM, y también es activista por los derechos de las personas indígenas en la Organización de las Naciones Unidas. Además ha sido la representante mexicana de Miss Indígena desde 2020.

Sobre las mujeres indígenas y su lucha contra la discriminación, indicó:
Las mujeres indígenas tenemos que trabajar el doble o el triple para poder lograr nuestros sueños: es la cruda realidad que vivimos todos los días y más cuando eres mujer, más cuando eres indígena y más cuando te sientes orgullosa de tus raíces y no hablas muy bien español; la gente te humilla más por tu vestimenta y color de piel.
Desde su infancia, se mostró interesada en participar el modelaje y la fotografía, además de que siempre participaba en las actividades culturales de su comunidad; a los 14 años inició su trayectoria en el modelaje, mientras era estudiante portaba ropa de mujeres indígenas y fotógrafos internacionales le tomaban fotografías para sus prácticas profesionales.

Manifiesta estar orgullosa de su origen indígena, por lo que comenta al respecto:
Podemos cambiar la hoja de nuestra historia, pero nunca nuestras raíces milenarias y nuestra esencia que nos hacen sentir valiosas y únicas en el mundo.
Creó el Comedor trueque comunitario, con el objetivo disminuir los niveles de desnutrición infantil y poblacional de los indígenas amuzgas de Can'oon-Zacoalpan, donde se alimenta dos o tres veces al día hasta 450 niños, niñas, mujeres en lactancia, embarazadas, personas con discapacidad, adultos mayores y población de escasos alimentos; todo ello a partir de donaciones. Además, impulsó el primer mercado amuzgo de artesanías para mujeres y el mercado comunitario para que los agricultores puedan comerciar sus productos.

## Premios y reconocimientos
- Miss Universo Indígena, 2022, Reina Indígena de Abya Yala, 2022, Señorita Indígena de América, 2022. [1]
- Miss Indígena Universo México, 2019.[9][10]
- Miss Indígena Amuzga de Guerrero y Oaxaca, 2015 * Miss Indígena Amuzga Can'oon-Zacoalpan, 2015.[6]

## Miss Indígena Universo
El certamen de Miss Indígena Universo se llevó a cabo en su primera edición en abril de 2022 en Panamá, donde Silvia obtuvo la corona; fue gestionado por la Organización de la Belleza Indígena de Panamá; se llevó a cabo para mujeres en Latinoamérica y destacó la identidad de los pueblos originarios, su danza, tradiciones, música típica y la conservación de la lengua natal de cada una de las participantes de los diferentes pueblos indígenas que participaron. 
A partir de coronarse, Silvia se consideró como vocera de una diversidad cultural milenaria, así como embajadora de la belleza indígena del mundo.